# Communauté de communes di E Cinque Pieve di Balagna
Die Communauté de communes di E Cinque Pieve di Balagna ist ein ehemaliger französischer Gemeindeverband mit der Rechtsform einer Communauté de communes im Département Haute-Corse in der Region Korsika. Sie wurde am 23. Dezember 2002 gegründet und umfasste 17 Gemeinden. Der Verwaltungssitz befand sich im Ort Belgodère.

## Historische Entwicklung
Mit Wirkung vom 1. Januar 2017 fusionierte der Gemeindeverband mit der Communauté de communes du Bassin de Vie de L’Île-Rousse und bildete so die Nachfolgeorganisation Communauté de communes de L’Île-Rousse Balagne.

## Ehemalige Mitgliedsgemeinden
1. Belgodère
2. Costa
3. Feliceto
4. Lama
5. Mausoléo
6. Muro
7. Nessa
8. Novella
9. Occhiatana
10. Olmi-Cappella
11. Palasca
12. Pietralba
13. Pioggiola
14. Speloncato
15. Urtaca
16. Vallica
17. Ville-di-Paraso